# Hick
Hick (Brasil: Caipira / Portugal: Fuga para Las Vegas) é um filme de comédia dramática baseado no romance Hick de Andrea Portes.

## Sinopse
Uma menina de 13 anos de idade, Luli de um pequeno vilarejo em Nebraska, foge de seus pais alcoólicos, trazendo um revólver que ela recebeu como um presente para seu décimo terceiro aniversário. Ela pega uma carona de Eddie, um andarilho errático com uma perna danificada e pede que ele a leve para Las Vegas.

## Elenco
- Chloë Grace Moretz ... Luli McMullen
- Blake Lively ... Glenda
- Eddie Redmayne ... Eddie Kreezer
- Alec Baldwin ... Beau
- Juliette Lewis ... Tammy
- Rory Culkin ... Clement
- Anson Mount ... Nick
- Shaun Sipos ... Blane

## Recepção
Hick teve recepção geralmente desfavorável por parte da crítica especializada. Com base em 10 avaliações profissionais, alcançou uma pontuação de 28 em 100 no Metacritic. Em avaliações desfavoráveis, do New York Magazine (Vulture), Bilge Ebir disse: "Para um filme que lida com o estupro, a criminalidade, e até mesmo torturante com uma contagem de corpos reais, Hick é um sussuro fino e imediatamente esquecível."
Do Los Angeles Times, Mark Olsen: "Parte de filme de estrada e parte de história coming-of-age, mas na maior parte é como alguma fantasia perversamente assustadora procurando milhagem da presença além dos anos da jovem e madura estrela Chloë Grace Moretz."
The New York Times, Rachel Saltz: "O roteiro de Ms. Portes dá credulidade das tensões e não é ajudado pelo Sr. Martini, que não conseguem encontrar o tom certo."
New York Post, Lou Lumenick: "Mesmo com aparência de Alec Baldwin como eventualmente de Moretz - se altamente improvável - não é o suficiente para salvar e manter Hick sem deixar um gosto ruim."
NPR, Andrew Lapin: "O que é assistível aqui possivelmente, é graças a pura vontade da talentosa Moretz, que está em cada cena como a Luli precoce."
The Village Voice, Chuck Wilson: "Muito estranho para ser engraçado, muito frio para ser trágico, Hick é uma confusão irritante."
Em avaliação mista, do ReelViews, James Berardinelli disse: "Um dos comentários mais positivos que podem ser feitos sobre Hick é que ele avança a alegação de Chloe Moretz ser uma das melhores atrizes jovens emergentes nos holofotes de hoje."